# Miklós Istvanffy

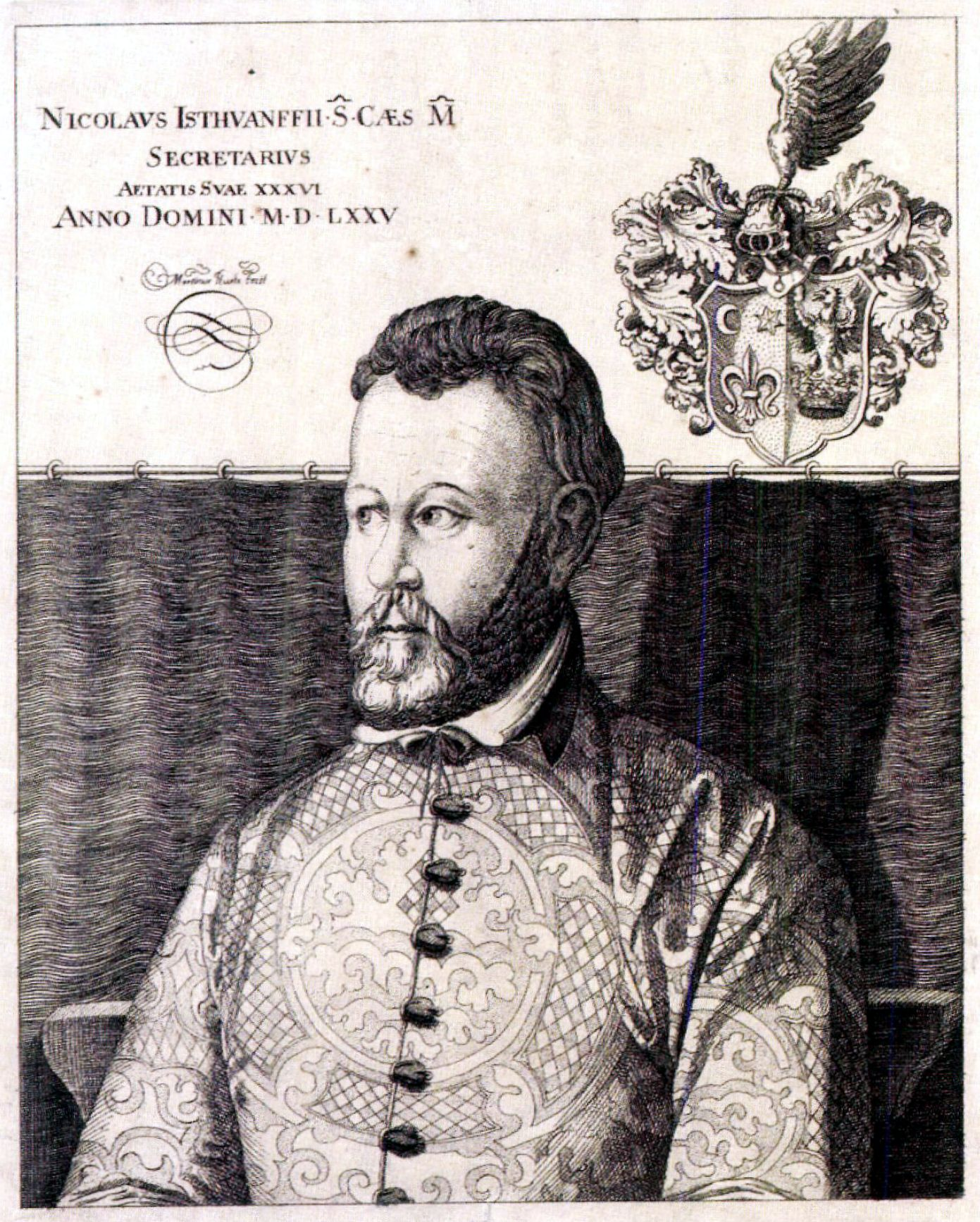
Miklós Istvanffy, 1575

Miklós Istvánffy (* 1538 in Kisasszonyfalva; † 1615) war ein ungarischer Historiker.
Istvánffy studierte in Bologna und fungierte, von dort zurückgekehrt, 1562 bis 1568 als Sekretär des Primas Miklós Oláh.
Nach dessen Tod wurde er von Kaiser Maximilian II. zum Sekretär bei der ungarischen Hofkanzlei in Wien und 1575 zum Vizekanzler ernannt. Auch besaß er das Vertrauen des Kaisers Rudolf II., der ihn zum Palatin-Stellvertreter ernannte.
Außerdem wurden ihm mehrere wichtige politische Sendungen anvertraut. In der Literatur hat Istvánffy seinen Namen durch das Werk Historiarum de rebus hungaricis libri 34 verewigt, das durch den Kardinal Péter Pázmány 1622 in Köln herausgegeben, dann mehrmals aufgelegt wurde und 1870 in ungarischer Übersetzung erschien.

## Werke
- Historiarum de rebus Ungaricis libri XXXIV. Anton Hierat, Köln 1622 (Digitalisat der Bayerischen Staatsbibliothek München)
  - Regni Hungarici historia, Post obitum gloriosissimi Matthiae Corvini regis XXXIV. Quo Apostolicum hoc Regnum Turcarum potissimum armis barbare invasum, libris XXXIV … exacte descripta. 2. Aufl. Johann Wilhelm Friess, Köln 1685 (Google-Books)
  - (erweitert hrsg. von Johann Jakob Ketteler):[1] Regni hungarici historia. 3. Auflage. Heinrich Rommerskirchen, Köln 1724 (Google-Books)